# Xenopus clivii
Xenopus clivii é uma espécie de anfíbio da família Pipidae.
Pode ser encontrada nos seguintes países: Eritrea, Etiópia, Quénia e Sudão.
Os seus habitats naturais são: florestas subtropicais ou tropicais húmidas de baixa altitude, regiões subtropicais ou tropicais húmidas de alta altitude, savanas áridas, savanas húmidas, matagal árido tropical ou subtropical, campos de gramíneas subtropicais ou tropicais secos de baixa altitude, campos de altitude subtropicais ou tropicais, rios, pântanos, lagos de água doce e marismas de água doce.
Está ameaçada por perda de habitat.